# Hypsicera carinata
Hypsicera carinata là một loài tò vò trong họ Ichneumonidae.